# The Gray Horizon
The Gray Horizon er en amerikansk stumfilm fra 1919 af William Worthington.

## Medvirkende
- Sessue Hayakawa som Yamo Masata
- Bertram Grassby som John Furthman
- Eileen Percy som Doris Furthman
- Mary Jane Irving som Kenneth Furthman
- Tsuru Aoki som O Haru San